# ارکیده کروبی میندانائو
ارکیده کروبی میندانائو (نام علمی: Trichoglottis mindanaensis) نام یک گونه از سرده ارکیده‌های کروبی است.